# KV Mechelen
KV Mechelen (Koninklijke Voetbalclub Mechelen, wym. [ˈkoː.nɪŋk.ˌləkə ˈvut.bɑl.ˌklʏp ˈmɛxələ(n)]; pol. Królewski Klub Piłkarski) – belgijski klub piłkarski z miasta Mechelen, założony w 1904 r.

## Historia
Największym osiągnięciem KV Mechelen jest zdobycie Pucharu Zdobywców Pucharów w 1988 r. Jest to ostatni, do tej pory klub, który w swoim debiucie w europejskich pucharach zdobył trofeum, a także ostatni belgijski klub tryumfujący w europejskich rozgrywkach. W tym samym roku pokonując w dwumeczu zdobywcę Pucharu Europy – PSV Eindhoven, KV Mechelen zdobył Superpuchar Europy.
W 1991 r. w Pucharze Europy, KV Mechelen dotarł do ćwierćfinału, gdzie uległ (dopiero w końcówce dogrywki) późniejszemu zdobywcy tego pucharu, AC Milan.
W latach 90. zespół dosięgnął kryzys i w 1997 r. KV Mechelen spadł do drugiej ligi, by po dwóch sezonach powrócić w szeregi pierwszoligowców. W 2002 roku, z powodu kłopotów finansowych, klub został zdegradowany do trzeciej ligi belgijskiej i groziło mu rozwiązanie. Jednak dzięki demonstracjom, protestom i staraniom rzeszy kibiców i działaczy, klub został uratowany. Po dwóch latach gry w trzeciej lidze, drużyna awansowała do drugiej ligi belgijskiej, gdzie po kolejnych dwóch sezonach wywalczyła w 2007 r. awans do pierwszej ligi.
W 2019 roku zespół zdobył Puchar Belgii.

## Historyczne nazwy
- 1904 - FC Malines
- 1929 - Royal FC Malines
- 1953 - KFC Malines
- 1970 - KV Mechelen
- 2003 - Yellow-Red KV Mechelen

## Sukcesy

### Domowe
- Eerste klasse:
  - mistrzostwo (4): 1942/1943, 1945/1946, 1947/1948, 1988/1989
- Tweede klasse:
  - mistrzostwo (6): 1925/1926, 1927/1928, 1962/1963, 1982/1983, 1998/1999, 2001/2002
- Derde klasse:
  - mistrzostwo (1): 2004/2005
- Puchar Belgii:
  - zwycięstwo (2): 1986/1987, 2018/2019
  - finalista (5): 1966/1967, 1990/1991, 1991/1992, 2008/2009, 2022/23

### Międzynarodowe
- Puchar Zdobywców Pucharów:
  - zwycięstwo (1): 1987/1988
- Superpuchar Europy:
  - zwycięstwo (1): 1988

## Skład w sezonie 2021/2022
| Nr | Poz. | Piłkarz                                 |
| -- | ---- | --------------------------------------- |
| 1  | BR   | Gaëtan Coucke                           |
| 2  | OB   | Iebe Swers                              |
| 3  | OB   | Lucas Bijker                            |
| 4  | OB   | Sheldon Bateau                          |
| 5  | OB   | Sandy Walsh                             |
| 6  | PO   | Jannes Van Hecke                        |
| 7  | PO   | Geoffry Hairemans                       |
| 8  | PO   | Onur Kaya (kapitan)                     |
| 9  | NA   | Ferdy Druijf (wypożyczony z AZ Alkmaar) |
| 10 | NA   | Igor De Camargo                         |
| 11 | NA   | Nikola Storm                            |
| 13 | PO   | Joachim Van Damme                       |
| 14 | NA   | Hugo Cuypers                            |
| 15 | BR   | Yannick Thoelen                         |
| 16 | PO   | Rob Schoofs                             |

| Nr | Poz. | Piłkarz                               |
| -- | ---- | ------------------------------------- |
| 17 | PO   | Samuel Gouet                          |
| 18 | OB   | Alec Van Hoorenbeeck                  |
| 19 | NA   | Kerim Mrabti                          |
| 20 | NA   | Gustav Engvall                        |
| 21 | NA   | Niklo Dailly                          |
| 22 | OB   | Dylan Dassy                           |
| 23 | OB   | Thibault Peyre                        |
| 30 | OB   | Jordi Vanlerberghe                    |
| 31 | BR   | Senne Carleer                         |
| 32 | BR   | Maxime Wenssens                       |
| 33 | PO   | Vinícius Souza (wypożyczony z Lommel) |
| 35 | NA   | Marjan Szwed                          |
| 36 | PO   | Dirk Asare                            |
| 37 | PO   | Bas Van den Eynden                    |
| 39 | NA   | Milan Robberechts                     |

## Europejskie puchary
Legenda do wszystkich tabel:
- Q – runda eliminacyjna, 1/16, 1/8, 1/4, 1/2 – odpowiednia faza rozgrywek, Grupa – runda grupowa, 1r gr – pierwsza runda grupowa, 2r gr – druga runda grupowa, F – finał, R – runda, PO – play-off
- k. – rzuty karne, los. – losowanie, Dogr. – dogrywka, w. – zasada bramek strzelonych na wyjeździe

| Sezon   | Rozgrywki                 | Runda | Klub                | Dom     | Wyjazd  | Ogólnie    |
| ------- | ------------------------- | ----- | ------------------- | ------- | ------- | ---------- |
| 1987/88 | Puchar Zdobywców Pucharów | 1R    | Dinamo Bukareszt    | 1–0     | 2–0     | 3–0        |
| 1987/88 | Puchar Zdobywców Pucharów | 2R    | St. Mirren          | 0–0     | 2–0     | 2–0        |
| 1987/88 | Puchar Zdobywców Pucharów | 1/4   | Dynama Mińsk        | 1–0     | 1–1     | 2–1        |
| 1987/88 | Puchar Zdobywców Pucharów | 1/2   | Atalanta BC         | 2–1     | 2–1     | 4–2        |
| 1987/88 | Puchar Zdobywców Pucharów | F     | AFC Ajax            | 1–0 (N) | 1–0 (N) | 1–0 (N)    |
| 1988    | Superpuchar Europy        | F     | PSV Eindhoven       | 3–0     | 0–1     | 3–1        |
| 1988/89 | Puchar Zdobywców Pucharów | 1R    | Avenir Beggen       | 5–0     | 3–1     | 8–1        |
| 1988/89 | Puchar Zdobywców Pucharów | 2R    | RSC Anderlecht      | 1–0     | 2–0     | 3–0        |
| 1988/89 | Puchar Zdobywców Pucharów | 1/4   | Eintracht Frankfurt | 1–0     | 0–0     | 1–0        |
| 1988/89 | Puchar Zdobywców Pucharów | 1/2   | UC Sampdoria        | 2–1     | 0–3     | 2–4        |
| 1989/90 | Puchar Europy             | 1R    | Rosenborg           | 5–0     | 0–0     | 5–0        |
| 1989/90 | Puchar Europy             | 2R    | Malmö               | 4–1     | 0–0     | 4–1        |
| 1989/90 | Puchar Europy             | 1/4   | A.C. Milan          | 0–0     | 0–2     | 0–2, Dogr. |
| 1990/91 | Puchar UEFA               | 1R    | Sporting CP         | 2–2     | 0–1     | 2–3        |
| 1991/92 | Puchar UEFA               | 1R    | PAOK FC             | 0–1     | 1–1     | 1–2        |
| 1992/93 | Puchar UEFA               | 1R    | Örebro              | 2–1     | 0–0     | 2–1        |
| 1992/93 | Puchar UEFA               | 2R    | Vitesse             | 0–1     | 0–1     | 0–2        |
| 1993/94 | Puchar UEFA               | 1R    | IFK Norrköping      | 1–1     | 1–0     | 2–1, Dogr. |
| 1993/94 | Puchar UEFA               | 2R    | MTK Hungária        | 5–0     | 1–1     | 6–1        |
| 1993/94 | Puchar UEFA               | 3R    | Cagliari Calcio     | 1–3     | 0–2     | 1–5        |